# Rhyparini
Rhyparini (лат.) — триба семейства пластинчатоусых жуков.
Пантропическая группа. Пронотум и надкрылья с продольными килями. Термитофилы.

## Систематика
11 родов и более 70 видов (в Новом Свете — 5 родов 17 видов).
- Aschnarhyparus
- Hadrorhyparus
- Leptorhyparus
- Lioglyptoxenus
- Microtermitodius
- Monteitheolus
- Nanotermitodius
- Rhyparus
- Sybacodes
- Termitodiellus
- Termitodius